# 磊棋
磊棋（3 Stones），是Andy Daniel在2000年推出的兩人棋類，機制類似三六九棋。

## 棋具
- 從11*11方格中扣去中心格、每角的4*4三角區域，組成八角型棋盤，共80個棋格。
- 三色棋子各二十七枚，由雙方共用。

## 棋規
- 每方輪流下一子。當三枚或以上同色棋子以縱橫斜方向連在一起時，該玩家獲得分數，形成多條則累加。 
  - 正好三枚，得一分。
  - 正好四枚，得二分。
  - 正好五枚，得三分。
- 棋盤滿子遊戲結束，多分者勝。[1]

## 外部連結
- 遊戲介紹 （页面存档备份，存于）